# Aplatacris arborineurus
Aplatacris arborineurus is een rechtvleugelig insect uit de familie Romaleidae. De wetenschappelijke naam van deze soort is voor het eerst geldig gepubliceerd in 1927 door Campos Rivadeneira.